# فرودگاه دارو
فرودگاه دارو (به انگلیسی: Daru Airport) یک فرودگاه همگانی با کد یاتا DAU است که یک باند فرود آسفالت دارد و طول باند آن ۱۴۰۰ متر است. این فرودگاه در کشور پاپوآ گینه نو قرار دارد و در ارتفاع ۶ متری از سطح دریا واقع شده‌است.

## شرکت‌های هواپیمایی و مقصدهای پروازی
| شرکت‌های هواپیمایی | مقصدهای پروازی                               |
| ----------------- | -------------------------------------------- |
| ایر نیوگینی       | جکسنز                                        |
| Airlines PNG      | آوابا، Balimo، Kiunga، جکسنز، Sasereme، Suki |
| سوسی ایر          | موپاه and Boven Digoel                       |